# 內索斯山
內索斯山（英語：Mount Nesos），是南極洲的山峰，位於羅斯群島的懷特島西南端，海拔高度超過400米，由新西蘭探險隊命名，該山峰現時由南極條約體系管理。